# Eutelia nubilosa
Eutelia nubilosa is een vlinder uit de familie van de Euteliidae. De wetenschappelijke naam van de soort is voor het eerst geldig gepubliceerd in 1914 door Warren.